# Лас-Ранас
Лас-Ра́нас (исп. Las Ranas) — город и муниципалитет в центральной части Мексики, входит в штат Мичоакан. Население — 1433 человека (2010). Административно относится к муниципалитету Пруандиро (исп. Puruándiro).

## География и расположение
Город расположен в северной части штата Мичоакан, примерно в 12 км к северу от административного центра муниципалитета — города Пруандиро. Находится на высоте 2100 метров над уровнем моря, вблизи границы со штатом Гуанахуато. Климат умеренный.

## История
Первые упоминания о поселении относятся к XVIII веку. Один из первых известных поселенцев — Иринео Рамос, выходец из Испании, прибывший сюда в 1788 году и положивший начало одной из самых распространённых местных фамилий.

## Население
Основное население — метисы, исповедующие католицизм. Этнохороним — раненьо (для мужчин) и раненьа (для женщин).
Среди наиболее распространённых фамилий:
- Рамос (оригинальная семья с XVIII века)
- Алькантара
- Авила
- Эспиноса
- Разо

## Экономика и миграция
Значительная часть населения работает в сельском хозяйстве. С конца XX века отмечается активная миграция в США (преимущественно в штаты Аризона, Калифорния, Айова, Небраска и Пенсильвания).

## Культура и достопримечательности

### Традиционные праздники
- 16 декабря — праздник в честь Девы Марии Непорочного Зачатия (главный местный праздник)
- 17 декабря — традиционные харипео (род мексиканского родео)

## Инфраструктура
Город известен в регионе как важный местный центр для окрестных ранчо.